# Bethuel Muzeu
Bethuel Muzeu (Gobabis, Namibia, 2 de febrero de 2000) es un futbolista de Namibia que juega en la posición de delantero centro con el Black Leopards FC de la Primera División de Sudáfrica desde 2022.

## Carrera

### Club
| Periodo   | Club              |
| --------- | ----------------- |
| 2019-2022 | Tura Magic        |
| 2022-     | Black Leopards FC |

### Selección nacional
Muzeu jugó en el proceso de selecciones menores de Namibia desde la categoría sub-20 donde anotó un gol en el empate 1-1 ante Botsuana, pero Namibia no clasificó a la Copa Africana de Naciones Sub-20 por la regla del gol de visitante. Fue convocado por el entrenador Bobby Samaria para los partidos de la clasificación para la Copa Africana de Naciones de 2023 ante Burundi y Kenia. En julio de 2022 Muzeu fue convocado para la Copa COSAFA 2022 por el entrenador Collin Benjamin. Debutó con Namibia el 12 de julio de 2022 en la victoria por 2–0 sobre Madagascar en el partido inaugural del torneo. Anotó su primer gol internacional en el siguiente partido en la victoria por 1-0 sobre Mozambique para clasificar a la final ante Zambia.
En enero de 2024 Muzeu fue convocado para jugar en la Copa Africana de Naciones 2023, donde jugó ante Túnez como cambio en el segundo tiempo, donde dio el pase de gol de Deon Hotto para la victoria por 1–0, la primera victoria de Namibia en la historia de la Africa Cup of Nations. Su segundo gol internacional fue en la victoria por 2–1 sobre Lesoto por la Copa COSAFA 2024, torneo en el que anotó tres goles.